# ナーセロッディーン・シャー
ナーセロッディーン・シャー（1831年7月16日 - 1896年5月1日、ペルシア語: ناصرالدین شاه قاجار）は、ガージャール朝第4代シャー（在位：1848年9月17日 - 1896年5月1日）で、第3代シャーモハンマド・シャーの子。イランの歴史の中で、サーサーン朝のシャープール2世とサファヴィー朝のタフマースブ1世に次いで3番目に長く在位した君主で、治世は50年近くにわたる。シャーとしては初めて日記を刊行した人物でもある。イラン国王として日本人と初めて接触した人物でもある。

## 生涯
1848年に父モハンマド・シャーの訃報が伝えられたとき、ナーセロッディーンはタブリーズにいた。ナーセロッディーンは、アミール・キャビールの力を借りて、イランの王座である孔雀の玉座にのぼる。
ナーセロッディーンが即位する頃のイランは、バーブ教徒による反乱が起こっていたが、これを弾圧。特に1852年のバーブ教徒によるナーセロッディーン暗殺の試み以降、苛烈さを増した。バーブ教の開祖セイイェド・アリー・モハンマド（バーブ）は、1850年に銃殺。バーブの弟子であったミールザー・ホセイン・アリー（バハーウッラー）はイラクに追放され、のちに、バハイ教を興すこととなる。
ナーセロッディーン・シャーは統治初期こそ改革的傾向を持ったものの、アミール・キャビールの進める近代化を疎んじ始めたナーセロッディーンは、1852年にこれを暗殺。専制的傾向を強めることになる。
対外的には、イギリスの支配下に置かれていた東部ペルシアの回復、特にヘラートを目標とするものであった。しかし、イギリスがペルシャ湾の港町ブーシェフルを攻撃するにいたり、退却せざるを得なくなった。そしてペルシアの領域であったアフガニスタンをイギリスの勢力下におくことを認めるパリ条約への署名を余儀なくされた。そのためヘラートは現在アフガニスタン領である。さらに、様々な商業的特権や治外法権を承認するとともに、関税自主権をも放棄する事となった。これにより、イランのイギリス、ロシアによる半植民地化が本格化することとなった。

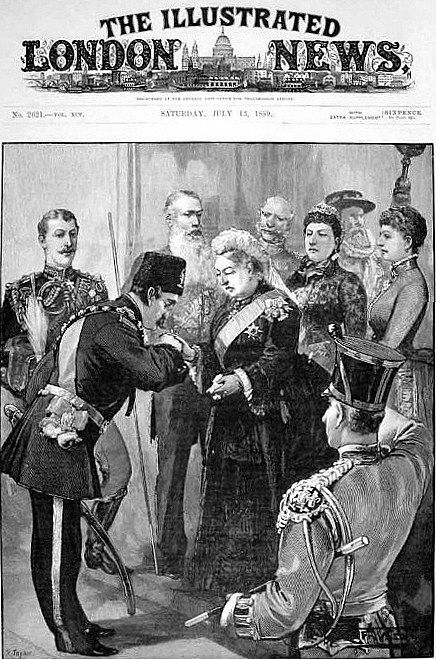
ウィンザー城におけるヴィクトリア女王によるナーセロッディーン・シャーの接受

ナーセロッディーンは、近代イラン君主として初めてヨーロッパを訪問した。1873年と1878年、1889年の3回、歴訪している。最初の訪問では、ガーター勲章をヴィクトリア女王から授与された。また1878年訪問の際にはイギリス海軍観艦式に出席。1889年の訪問では、ヨーロッパで接した技術に驚いていることが報告されている。
とはいえ、ナーセロッディーンの時代は徐々にではあるが、イギリスとロシアの半植民地化が進展していった時代である。1872年には、ロイター男爵にいわゆる「ロイター利権」（英: Reuter Concession）を供与している。このロイター利権により、ジュリウス・ロイターは、イラン全土の鉱山の採掘権、未開拓地の開発に関して75年間の経済権益を獲得すると同時に、国立銀行、道路、電報、工場、帝国の全ての関税についても25年間の利権を獲得した。ロシアとバーザール商人の反対により、鉱山と銀行以外の利権に関しては、ジュリウス・ロイターは放棄することとなったが、その代償としてペルシア帝国銀行（1885年設立）の設立認可を受けた。これにより、イギリスによる財政・金融支配が始まった。
ペルシャ絨毯こそヨーロッパ世界に珍重されたが、逆にペルシャには廉価な織物が輸入されるにいたり、手工業者の生活を直撃した。また、綿花、ナッツ、果物、アヘンに対する需要が高まった事で、大土地所有制が進展する事となり、農民の生活も直撃した。さらに、近代化の推進により、土地の収穫税が5%から10%に上がったことも追い討ちを掛けた。
そのようなさなか、1890年には、ナーセロッディーンは、ジェラルド F.タルボットに「タバコ利権」（英: Tobacco Règie）を供与した。20万人が当時のイランにおけるタバコ産業に従事していたが、この利権は、今後50年間、イランにおけるタバコの販売する権利をメイジャー・タルボットに付与するという内容であり、最初は秘密であった内容がイスタンブールのペルシア語日刊紙『アフタール』（ペルシア語: اختر - Akhtar）の報道により、その秘密が公表されると聖職者、バーザール商人からいっせいに反対を受けた。その後、イランは騒擾状態に陥った（タバコ・ボイコット運動）。

### 最期
パン・イスラーム主義を主張したジャマールッディーン・アフガーニーは、当時、イスタンブールに居住していた。イスタンブールからアフガーニーは、ナーセロッディーンの政策を批判している。1896年、祈祷のため訪れたテヘランの近郊レイのシャー・アブドルアズィーム廟でアフガーニーの弟子ミールザー・レザー・ケルマーニーの手によって暗殺された。この際用いられたリボルバーは古く錆び付いていたといわれる。またシャーが厚手の外套を付けていたこと、遠距離からの射撃であったこともあり、その場で亡くなることはなかった。死の直前「生き延びたならば、違ったように統治するであろう！」と述べたと報告される。レザー・ケルマーニーはナズモッドウレによって捕らえられ、8月10日にテヘランで処刑された。
ナーセロッディーン・シャーは、襲撃が行われたシャー・アブドルアズィーム廟墓地に埋葬された。一体成形による大理石の墓石は、ナーセロッディーン・シャーを型取っており、現在はテヘランのゴレスターン宮殿博物館に所蔵され、ガージャール朝期彫刻の傑作として著名である。
1925年まで発行されていたイラン・リヤルの3種の紙幣に肖像が使用されていた。

## 日本との関係
ナーセロッディーン・シャーは、イラン国王として初めて日本人と接触した人物でもある。1878年、彼は2度目のヨーロッパ旅行からの帰途でロシアで当時駐露公使であった榎本武揚らと面会した。そこで条約締結に向けた使節の派遣で合意し、日本から吉田正春率いる使節団が派遣された。しかし日本との条約関係が成立したのはナーセロッディーン・シャーの死から30年後のことで、その時すでにカージャール朝は滅びパフラヴィー朝となっていた。